# Looping

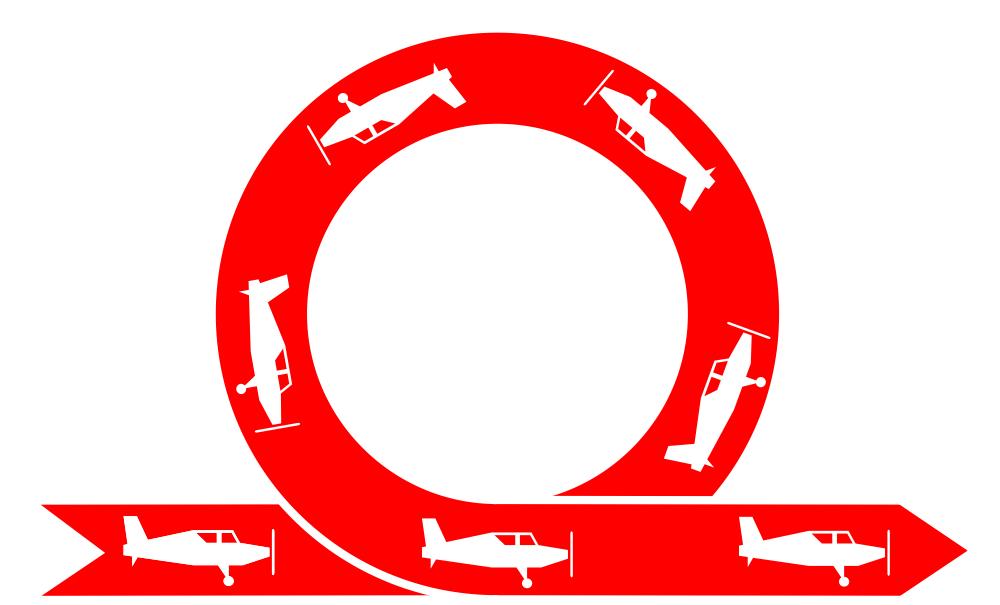
Normal looping

En looping (vanligast på svenska och många andra språk) eller loop (vanligast på engelska) är en avancerad flygmanöver. Under en looping utför flygplanet en cirkelrörelse i vertikalplanet. I en normal looping pekar huvudet på piloten inåt mot rörelsens centrum, i en utvändig hel eller halv looping - en bunt - pekar huvudet utåt från centrum.
En normal looping är en av de första manövrerna en elev som lär sig flyga avancerad flygning får lära sig, eftersom den är relativt enkel att utföra, även om det krävs stor skicklighet för att göra en perfekt cirkelbåge. En utvändig looping eller en bunt är betydligt mer avancerad och alla flygplan är inte godkända för den manövern. Många som lärt sig flyga avancerat har därför aldrig utfört en utvändig looping.
Vid en looping belastas piloten med minst ett par G i början och slutet av manövern, vanligen tre eller fyra. Ett motorstarkt flygplan kan öka manöverns radie och därmed minska G-krafterna om piloten så vill, medan ett motorsvagt måste göra en relativt snäv manöver med liten radie för att inte få för låg fart och överstegras på toppen.
För en frisk människa är det inte hälsofarligt att utsättas för en normal looping; dock utsätts kroppen för en belastning som kan vara tröttande efter ett antal loopingar. Efter en eller flera buntar är det inte ovanligt med rödsprängda ögon, eftersom det ökade trycket i de yttre blodkärlen i ögonen inte får något mottryck utifrån, i motsats till exempelvis hjärnans yttre blodkärl som får mottryck från kraniet och därmed inte läcker blod. 
När en berg- och dalbana åker i en vertikalt cirkulär rörelse kallas detta vanligen loop.